# Palaeorhiza sedlaceki
Palaeorhiza sedlaceki är en biart som beskrevs av Hirashima 1982. Palaeorhiza sedlaceki ingår i släktet Palaeorhiza och familjen korttungebin. Inga underarter finns listade i Catalogue of Life.